# デンマークと欧州連合の関係

EUとデンマークの関係地図

本項では、デンマークと欧州連合の関係（デンマークとおうしゅうれんごうのかんけい）として、デンマークと欧州連合（EU）の歴史的関係及び抱えている問題について示す。デンマークは欧州連合の拠点の1つであるブリュッセルに常駐代表を派遣しており、現在ヨナス・ベーリング・リイスベルグが常駐代表である。
デンマークは欧州連合の前身の欧州経済共同体（EEC）時代から加盟している。デンマークが欧州共同体に加盟した主な経済的理由は、イギリスへの農産物輸出を守りたかったからであると考えられている。

## 歴史
デンマークが欧州連合（EU）の前身である欧州経済共同体（EEC）への加盟を正式に申請したのは、英国が申請した翌日の1961年8月10日だった。当時のフランスのシャルル・ド・ゴール大統領はイギリスの加盟に拒否権を行使していた。多くの交渉の末、フランスだった議長国の交代を経て、デンマーク、アイルランド、イギリスは最終的に1973年1月1日に欧州経済共同体、欧州石炭鉄鋼共同体（EECE）、。デンマークとアイルランドは英国との経済的結びつきが強かったため、英国がEECに加盟するならば加盟する必要があると考えたのである。加盟の是非を聞いた1972年デンマークの欧州経済共同体加盟に関する国民投票では、国民の投票率は90.1％で、63.3％が賛成していた。これは、共同体の主要な方針となっていた「加盟国の拡大」の最初の成果となった。1982年、グリーンランドはデンマークから自治権を獲得した後、共同体からの脱退を決議した（1982年グリーンランド欧州経済共同体継続加盟に関する国民投票において、離脱派が大多数を占めた）。
EECはデンマークで受け入れられ、良い評価がなされるようになり、1986年にはデンマーク国民の圧倒的多数が単一欧州議定書を支持した。
しかし以降デンマーク人は欧州懐疑思想を持ち始めるようになり、EECからは「消極的な」欧州人という評価を得るようになった。特に、原子力反対派が多いデンマーク人は、欧州諸共同体の一つである欧州原子力共同体（EAEC）に対しては特に敵対的な姿勢を見せていた。
1992年6月2日、デンマークで欧州共同体（EC）設立に関するマーストリヒト条約の国民投票が行われたが（1992年デンマークのマーストリヒト条約批准に関する国民投票）、投票数が5万票に満たなかったため、デンマークは条約に批准しなかった。このようなECに対する拒絶が顕著に表れた後、デンマークに対して4つの例外条項を付け加えたエディンバラ協定が出され、マーストリヒト条約に変更が加えられた。条約は翌1993年5月18日、デンマークで2度目の国民投票が行われた（1993年デンマークのマーストリヒト条約批准に関する国民投票）後、最終的にデンマークは批准した。
リスボン条約に対しては、デンマークは国民投票を通さず、デンマーク議会のみで話を進め、結果批准した。ただし、これらの行為はデンマーク憲法第20条に基づく国民投票の実施を行わず、国家主権の放棄した違憲行為とは司法所は見なされなかった。
2012年10月、ヘレ・トーニング＝シュミット首相は欧州連合の予算に対して、デンマークが欧州連合に支払った額の内10億クローネのリベートを要求し、さもなければ予算の徴収を拒否すると述べた。ちなみに、2012年前の直近では、英国は2011年に36億ユーロをリベートし、オランダが6億5000万ユーロ、スウェーデンが1億6000万ユーロのリベートを受けている。2013年2月、デンマークとEUはデンマークの要求を承認するための2014-2020年予算枠組みに関する合意を得た。これらのリベートと言われるシステムは、1985年のイギリスのリベート以降、客観的な経済的基準に基づき、その国家がEU予算に多額の費用を払っている場合に返還できるというシステムである。
2014年5月25日、デンマークの欧州統一特許裁判所加盟に関する国民投票が62.5％の得票率で承認され、政府は欧州統一特許裁判所の実効性の法的根拠となる統一特許裁判所の創設に関する政府間合意のデンマークの批准を進めることが可能となった。
2009年、デンマーク政府は、デンマークの政策とEUの政策との整合性を深める目的で、国民投票によっていくつかの政策分野でのオプトアウト（欧州連合においてオプトアウトは2つの意味を持つ。1つが欧州連合の命令に対して拒否を示すことで、もう1つが持っている欧州特許を欧州統一特許裁判所の管轄から除外する手続である）を行おうとした。しかし、2015年12月3日に実施されたオプトアウトに関する国民投票では、反対が多数となり、オプトアウト案は否決された。
2015年欧州難民危機が発生すると、デンマークもその影響を受けた。2015年2月14日から15日かけて、画家のラース・ヴィルクスがコペンハーゲンに来た際、ヴィルクスが書いたムハンマドの絵に関する論争が発端となり、難民であったイスラム教徒により、2015年コペンハーゲン銃乱射事件が発生した。これに対しEUが対応するために移民政策を行った。これに対しデンマークは当初否定的な姿勢を見せていたが「西ヨーロッパの国としてあまり魅力がないデンマークの評判を上げるため」として移民政策がスタートした。これにより2015年に2万1000人が移民としてデンマークに来た。しかしその背景で文化の違いによる移民問題も発生している。

## 欧州懐疑主義
デンマークにおいて欧州懐疑主義を訴える団体としてデンマーク国民党、赤緑連合、新右翼などが挙げられる。それ以外にも長年にわたり、多くの反EU組織が設立されてきた。例えば、反EU民衆運動や6月運動などである。

2011年7月、デンマークは違法な貨物の流入を食い止めるため、ドイツとの国境に警官を増員した。この措置はドイツとスウェーデン両国の反感を買うのに繋がった。ドイツ・ヘッセン州のヨルグ＝ウヴェ・ハーン欧州大臣は、デンマークに対するボイコットを呼びかけた。防衛大臣は
もしデンマークがホリデーシーズンに再び国境に警官を動員するのであれば、オーストリアやポーランドで休暇を過ごすことを勧めるしかない。
とコメントした。また、欧州委員会はデンマークに対し、シェンゲン協定に違反しないよう警告した。
2019年1月の世論調査では、国民の8％がEU離脱を望んでいることがわかった。

## ユーロ
デンマークは自国通貨としてクローネを使用し、ユーロは使用していない。これは、1992年採択のエディンバラ協定に基づき、ユーロ圏に参加しないことを決定しているからである。2000年、政府はユーロ導入に関する国民投票を実施した（2000年デンマークのユーロ圏参加に関する国民投票）が、賛成46.8％、反対53.2％で否決された。一方、デンマーク・クローネはERM-IIメカニズムに加盟しているため、その為替レートを中心レート（1ユーロ=7.46038デンマーククローネ）に対して±2.25%以内の変動としている。
デンマークの主要政党のほとんどはユーロ導入に賛成しており、2000年以降、国民投票が何度か提案されている。しかし、デンマーク人民党や社会主義人民党など、現状これらの国民投票に対して反対意見を投じている政党もある。世論調査によると、ユーロ導入に対する支持率は変わっている。しかし、2008年の金融危機以降、ユーロ導入支持率は低下し始め、2011年後半には、欧州債務危機を受けて、ユーロ導入に対する支持率は大幅に減少した。

## イギリスの欧州連合離脱に対して
2016年のイギリスの欧州連合離脱是非を問う国民投票以降、イギリスはEU離脱の動きを進め、2020年正式に離脱した（イギリスの欧州連合離脱）。これに伴いデンマーク内では2021年12月31日までに在デンマーク英国人は強制退去となることとなり、パニックが発生。デンマーク国際採用統合庁の在デンマーク英国人に対する通告の遅れなどが生じて、約350人が強制退去となる事態となった。これに対しデンマーク国際採用統合庁は自分たちの過失として、申請期間を延長した。
経済的に大きなつながりを持つ英国の離脱は、デンマーク経済にも影響をもたらした。2021年1〜4月期のイギリスへの物品輸出は横ばいになり、サービス輸出は16%減少した。一方、政府は韓国、日本、ベトナムなどとの貿易を強化することで、その影響を緩和しようとしている。

## 軍事
1992年のエディンバラ協定でデンマークは欧州防衛機関に対してオプトアウト（拒否）を行っていた。しかし2022年2月24日、2022年ロシアのウクライナ侵攻が発生すると、欧州防衛機関に加盟するか否かを問う国民投票を行った（2000年デンマークの欧州防衛機関に対するオプトアウトに関する国民投票）。ここで、オプトアウトを破棄し欧州防衛機関に加盟するに66.87%が投票し、デンマークは27番目に欧州防衛機関に加盟した。
デンマークは欧州連合の軍事的活動にも積極的に支援を行っている。平和維持活動にも積極的に参加しており、KFOR（コソボ治安維持軍）に355人ほど、アフガニスタンのISAF（国際治安支援部隊）に700人を派遣、イラク戦争にも参戦したが、2007年に撤退している。総兵力は少ないのにもかかわらず、国際平和維持活動や対テロ戦争に多くの人員・物資を供給し、また兵士の質の高さから、国際社会からは高い評価を受けている。

## 欧州議会
デンマークは欧州議会に参加している。現在、イギリスのEU離脱の際に行われた欧州議会選挙で選出された14人のデンマーク欧州議会議員は以下の通り。
| 名前                             | 所属政党         | 得票数  |
| -------------------------------- | ---------------- | ------- |
| モアテン・ロッケガールド         | ヴェンスタ       | 207,588 |
| セーレン・ゲーゼ                 | ヴェンスタ       | 201,696 |
| アスガ―・クリステンセン          | ヴェンスタ       | 31,347  |
| リネア・スォーガード＝リデル     | ヴェンスタ       | 24,153  |
| マリアンネ・ヴィンド             | 社会民主党       | 28,267  |
| クリステル・スチャルドモース     | 社会民主党       | 65,179  |
| ニールス・フルサン               | 社会民主党       | 29,444  |
| カールステン・ヘンゲ‡            | 社会主義人民党   | 19,687  |
| マルグレーテ・アウケン           | 社会主義人民党   | 199,522 |
| モアテン・ヘルヴェグ・ペテルセン | ラディケーリ     | 97,667  |
| カレン・メルヒオール             | ラディケーリ     | 17,292  |
| ペーター・コフォ                 | デンマーク国民党 | 119,408 |
| パーニル・ワイス                 | 保守党           | 80,140  |
| ニコライ・ウィルムセン           | 赤緑連合         | 50,567  |

‡ヘンゲは2019年デンマーク総選挙でフォルケティング（デンマークの国会）で議席を取ったため、多忙になることなどを考慮し、その議席をキラ・マリー・ペーター＝ハンセンに譲っている。この一連の出来事によってヘンゲに投票した人から批判された。

## 代表
デンマークは駐EUデンマーク代表と欧州連合常駐代表を設置している。
現在、駐EUデンマーク代表及び欧州連合常駐代表はカールステン・グルーンベック＝ジェンセンである。